# Veracruz
Heroica Veracruz es una ciudad mexicana, cabecera del municipio de Veracruz, situada en el Estado de Veracruz. Forma parte de la  zona metropolitana de Veracruz. Tiene el segundo puerto marítimo comercial más importante de México. En 2020 contaba con una población de 405 953 habitantes, siendo la ciudad más poblada del estado, superando a Xalapa, su capital.
Está ubicada a 90 km de distancia de la capital del estado, Xalapa y a 400 km de distancia de la Ciudad de México. Su clima es tropical cálido, con una temperatura media anual de 25.3 °C y con una precipitación media anual de 1 500 mm.
Fue fundada por el explorador Hernán Cortés el 22 de abril de 1519 con el nombre de Villa Rica de la Vera Cruz, siendo el primer ayuntamiento de la América continental. Durante tres siglos fue el puerto monopolístico de la Carrera de Indias. Además, ha recibido el nombramiento de Cuatro veces heroica por decreto presidencial, a raíz de haber enfrentado cuatro distintas invasiones extranjeras.

## Toponimia
El nombre de Villa Rica de la Vera-Cruz, se debió a la cantidad de oro tomado en la Batalla de Centla y la palabra Vera Cruz se la agregaron debido a que los conquistadores desembarcaron en los arenales, situados frente a la isla de San Juan de Ulúa el 22 de abril de 1519, que fue Viernes Santo (día de la Verdadera Cruz).

## Símbolos
El emperador Carlos I de España otorgó mediante Real Cédula el escudo de armas a la Villa Rica de la Vera Cruz el 14 de julio de 1523. 
El escudo de la Ciudad de Veracruz es de estilo Castellano, se apoya en un motivo medieval, aunque la heráldica solo hace constar los atributos que existen en la orla del centro, está cortado en dos campos: el superior en esmalte verde, el inferior en azul, coronado por una cruz malteada de rojo, teniendo escrito sobre los brazales Superiores la Palabra Latina Vera (Verdadera); En el campo Verde y con esmalte en oro hay un torreón con dos almenas (prismas que coronan los muros de las antiguas fortalezas); en campo azul se destacan con esmalte blanco dos columnas de Hércules, simbolismo netamente hispano, cuyo lema Plus Ultra (más allá) viene grabado sobre las cimas que la ciñen; la orla de oro está tachonada con trece estrellas de esmalte azul, de cinco puntas cada una que simbolizan el número de provincias que en ese entonces pertenecían a la jurisdicción del Gobierno de Veracruz; el torreón de oro con dos almenas significa refugio de Indias y tiene tres significados en heráldica, poder, fortaleza y grandeza; el lema latino Plus Ultra, grabado sobre las cintas que envuelven las columnas de Hércules, se traduce por el “Poderío más allá ” y como se recuestan en el campo azul, este campo es el mar y esto significa Poderío más allá del mar o del Ultramar.

### Lema

#### Cuatro veces heroica
En 1826 se le concede a Veracruz por primera vez el título de Heroica por su defensa en 1823. En 1898 la Legislatura del Estado otorga a Veracruz por segunda y tercera ocasión el título de Heroica. El 16 de diciembre de 1948, siendo presidente de la república Miguel Alemán Valdés, se expidió el decreto número 73 declarándola Cuatro Veces Heroica Veracruz por haber sido escenario de cuatro de los acontecimientos más importantes en la defensa de la soberanía nacional; en los que la población luchó heroicamente contra invasores extranjeros:
- El 18 de noviembre de 1825, con la rendición de las últimas fuerzas españolas guarnecidas en la fortaleza de San Juan de Ulúa.
  - Españoles que no estaban de acuerdo con la independencia de México, decidieron tomar el fuerte de San Juan de Ulúa, y desde ahí, bombardear a la ciudad de Veracruz. Los Veracruzanos resistieron el ataque durante dieciocho días. Los españoles decidieron rendirse después de llegar a un acuerdo el general Coppinger con Barragán, para le entrega del fuerte el 18 de noviembre de 1825. Un año más tarde, el 29 de julio de 1826, la ciudad obtuvo por decreto el primer título de Heroica.
- El 27 de noviembre de 1838, por el bombardeo de las fuerzas francesas durante la Guerra de los Pasteles.
  - En noviembre de 1838, Francia envió una fuerza naval para invadir México, en la llamada "Guerra de los pasteles". Entre el 27 y 28 de ese mes, el convoy, bajo el mando del contralmirante Charles Baudin, bombardeó el puerto de Veracruz. Pasarían varias décadas, hasta que en 1898, la Legislatura del Estado le concedió su segundo título de "Heroica".
- El 22 de marzo de 1847, por el bombardeo de las fuerzas estadounidenses en la Guerra de intervención estadounidense.

- Remontándonos a la Revolución mexicana, el general Victoriano Huerta tomó el poder por la fuerza y su gobierno no fue reconocido por Estados Unidos; en marzo de 1914, el presidente Woodrow Wilson envió una flotilla nuevamente a Veracruz, por este suceso Veracruz recibió en 1948 el título de "cuatro veces heroica" de manos del presidente Miguel Alemán Valdés. Es la primera ciudad mexicana en tener este honor.

- El 21 y 22 de abril de 1914 ocurrió la ocupación estadounidense, que finalizó el 23 de noviembre.[10][11][12]

## Historia

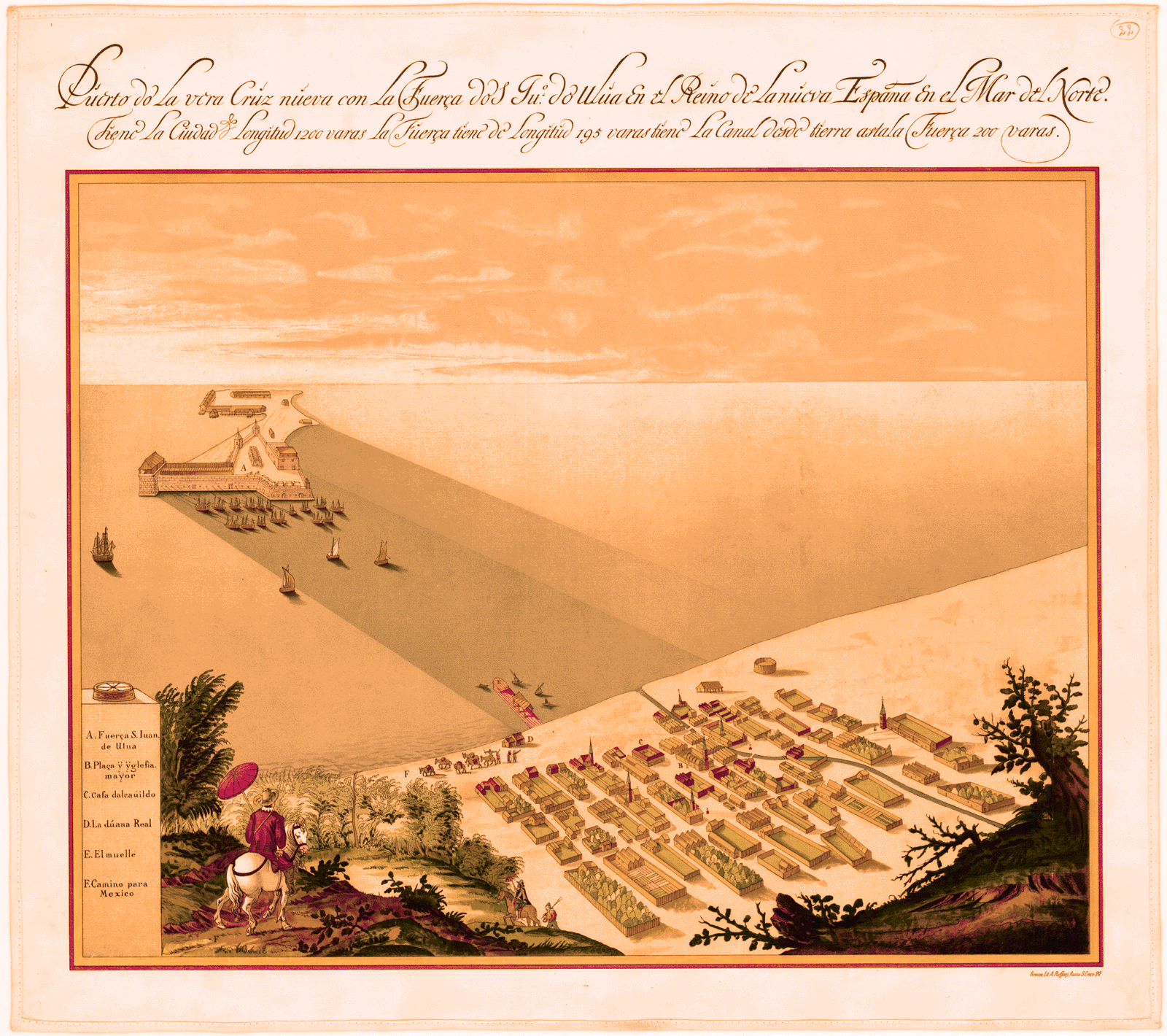
Dibujo de la Ciudad de Veracruz y San Juan de Ulúa en 1615. Se le llamaba Ciudad de Tablas debido a que las casas eran de madera con techos de palma.

La zona fue reconocida por primera vez en la expedición del capitán Juan de Grijalva de 1518, dando el nombre de  San Juan de Ulúa al islote costero más cercano a tierra. La Villa Rica de la Vera Cruz fue fundada por el conquistador español Hernán Cortés el 22 de abril de 1519 en las playas que se encontraban frente al islote de San Juan de Ulúa, llamadas Chalchihuecan. Se trató del primer Ayuntamiento en la América continental y una de las primeras ciudades en ser fundada por europeos en toda la América continental. Sus primeros alcaldes y concejales fueron Francisco de Montejo y Alonso Hernández Portocarrero.
Fue trasladada durante el periodo de 1525 a 1600 a la actual Antigua. Veracruz se convirtió en el principal puerto del virreinato de Nueva España. Cada viaje de la Carrera de Indias, única ruta autorizada del comercio en el imperio Español hacia y desde Hispanoamérica establecida en 1522, concentraba en Veracruz a multitud de estibadores, arrieros, navegantes, marinos, asentistas, comerciantes y empleados de la Administración. En 1568 el almirante Francisco Luján derrotó ostensiblemente a los piratas ingleses Drake y Hawkins. San Juan de Ulúa contaba entonces con una muralla al lado de tierra, casas, iglesia y hospital, y su fortificación tuvo lugar en 1590. En 1599 el rey Felipe II de España decretó la ubicación definitiva de Veracruz en su lugar primitivo.

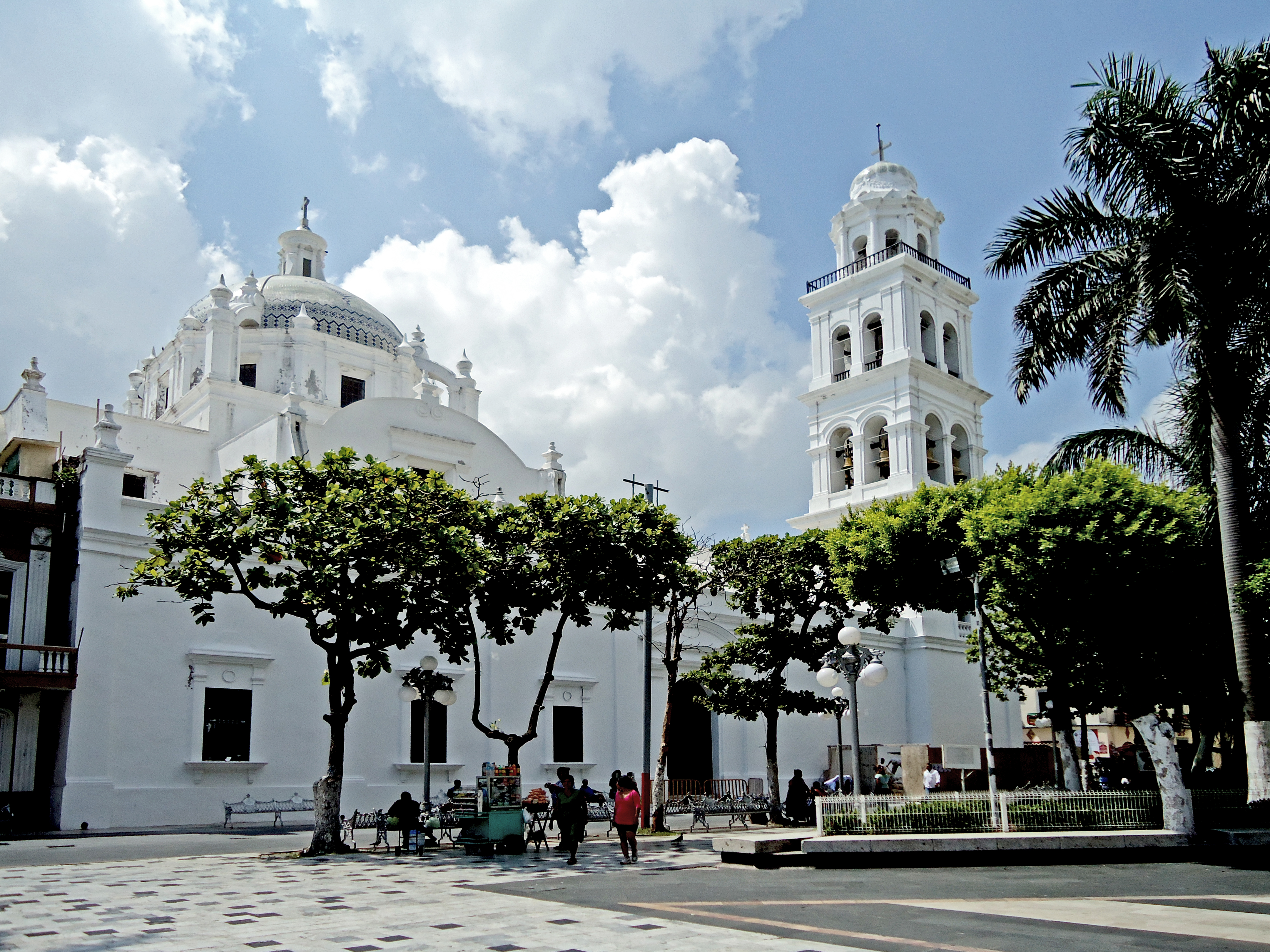
Catedral de Veracruz (1731).

Desde 1607 el Puerto de Veracruz adquirió el título de ciudad, confirmado en 1640 por el rey Felipe IV, lo que la convierte en una de las ciudades más antiguas de México. A inicios del siglo XVII aparecieron varios edificios, en 1608 se construyeron la casa de cabildo (hoy palacio municipal) y el convento de Nuestra Señora de la Merced, al tiempo que se continuaba la fortificación de San Juan de Ulúa y se iniciaba la obra del Hospital de nuestra Señora de Loreto. En 1638 el Santo Oficio condenó a ejecución o expulsión a los más relevantes comerciantes de Veracruz, acusados de colaboracionismo con el imperio portugués contra España y judaísmo. En 1640 se organizó la Armada de Barlovento para defender el litoral de los piratas. En 1683 sufrió el dañino ataque del pirata holandés Laurens de Graaf.

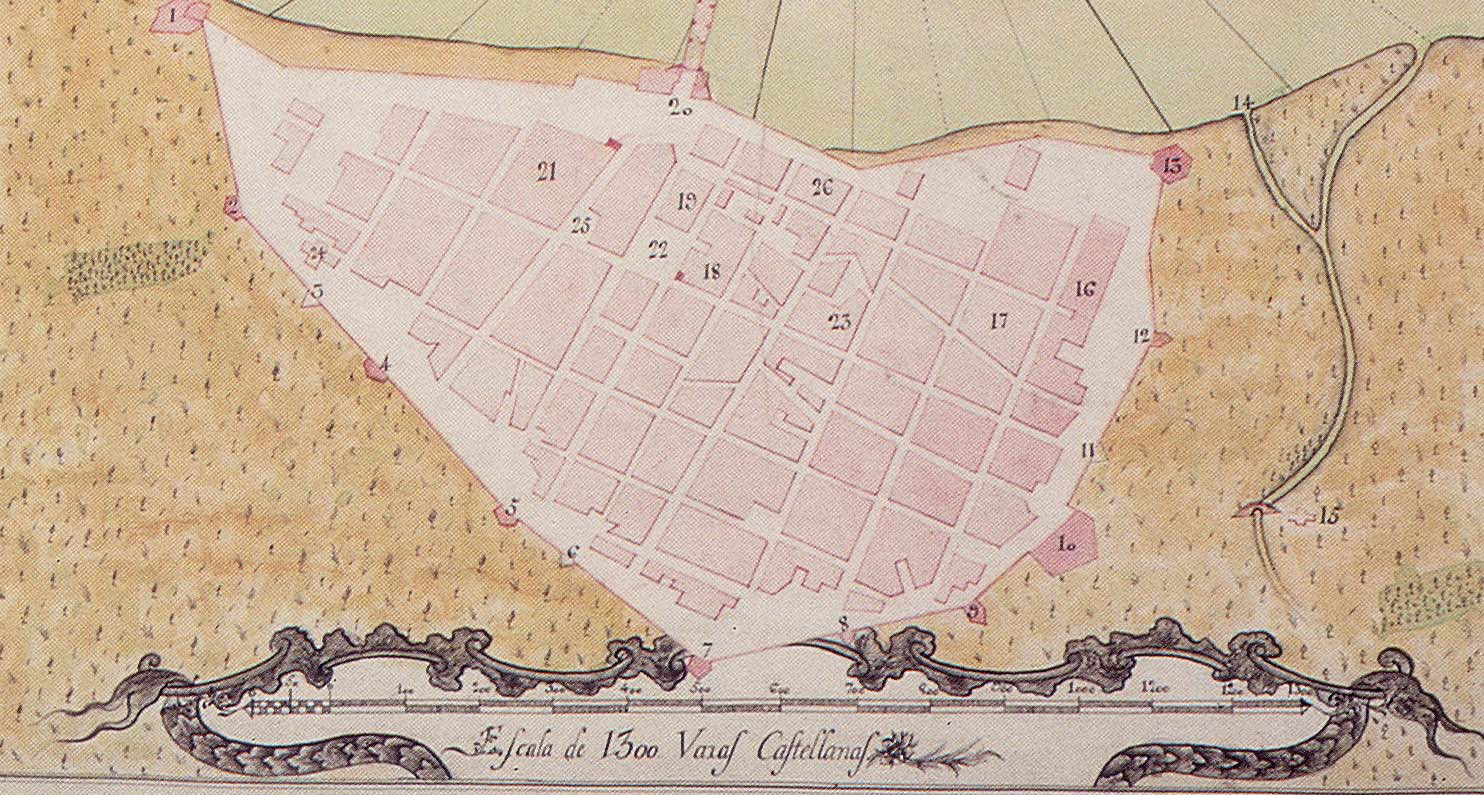
Plano de la ciudad amurallada del año 1777.

La época de mayor esplendor tuvo lugar en el siglo xviii. Ante el ataque inglés a La Habana (1762), se emprendieron ambiciosas obras de mejora de defensa de Veracruz, con la construcción de su muralla (1790), la mejora del camino real y la fortaleza de San Carlos de Perote (1776) en éste. Veracruz fue el centro desde donde se planificó la defensa del seno Mexicano, estando presentes los más relevantes ingenieros militares de la época al servicio de España. Entre las obras en la ciudad se encuentran el Hospital Militar Real de San Carlos (1764) o la catedral de Veracruz (1731), que conforman el centro histórico de Veracruz.
El Jornal Económico Mercantil de Veracruz fue el primer periódico, publicado en 1806. El 8 de diciembre de 1816, el gobernador García Dávila, designa a Antonio López de Santa Anna como comandante de extramuros para abatir a los insurgentes. Cinco años después la ciudad resistió un asedio de los insurgentes. Una vez proclamada la independencia de México en 1821, las últimas tropas españolas abandonarían la ciudad la noche del 26 de octubre. Resguardándose en la fortaleza de San Juan de Ulúa. Hasta su toma por la armada mexicana el 23 de noviembre de 1825.
El estado de Texas, hasta entonces parte del territorio mexicano, había declarado su secesión de México en 1836 y se anexó a los Estados Unidos de América en 1845. México no había reconocido tal independencia y en 1847 ante el movimiento separatista del Texas, el presidente Antonio López de Santa Anna trata de sofocarlo enviando tropas al norte del país. Los texanos recurren al gobierno de los Estados Unidos en busca de apoyo lo que conduce al enfrentamiento entre Estados Unidos y México. Como parte del conflicto el 22 de marzo de ese año las tropas estadounidenses bombardearon el puerto de Veracruz. La ciudad fue heroicamente defendida por las fuerzas comandadas por los generales Juan Morales y José Juan Landero, quienes se rindieron el 27 del mismo mes ante las difíciles condiciones de la batalla. Los invasores se retiraron el 10 de junio de 1848, tras firmarse los tratados de paz en los que México perdió casi la mitad de su territorio.

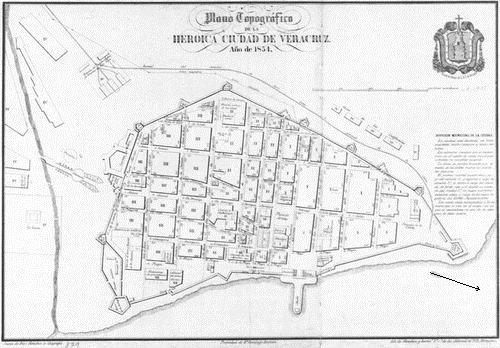
Mapa de la Ciudad de Veracruz en 1854.

Francisco Arrillaga obtiene en 1837 concesión para construir el ferrocarril La Guadalupe, ferrocarril entre Veracruz y la Ciudad de México. El 5 de noviembre de 1851 se instaló la primera red telegráfica del país, la cual comunicaba a la Ciudad de México con Nopalucan; esta se extendió hasta Veracruz en 1852. El 4 de mayo de 1857 Benito Juárez llegó al puerto de Veracruz y promulgará en 1859 las leyes de nacionalización de bienes eclesiásticos, del matrimonio como contrato civil, del registro civil, de secularización de los cementerios y de liberación de cultos. De 10 de octubre de 1860 data la primera acta de nacimiento de Jerónima Francisca Juárez Maza, hija de Benito Juárez.
Veracruz ha sido en dos ocasiones sede del Poder Ejecutivo de la Federación: En 1858 y en 1914, estando al frente del gobierno Benito Juárez y Venustiano Carranza respectivamente. En 1862 tropas españolas al mando del general Juan Prim se retiran del puerto de Veracruz, el cual habían ocupado con motivo de la suspensión de pago de la deuda externa, decretada por Benito Juárez. En 1864 llegan a la ciudad de Veracruz el Archiduque Maximiliano de Habsburgo y su esposa la princesa Carlota de Bélgica, quienes desembarcaron de la fragata Novara. Esta época de Veracruz fue recreada en 1954 en la famosa película de western Vera Cruz, dirigida por Robert Aldrich con estrellas de Hollywood como Gary Cooper, Burt Lancaster, Cesar Romero y una joven Sara Montiel.

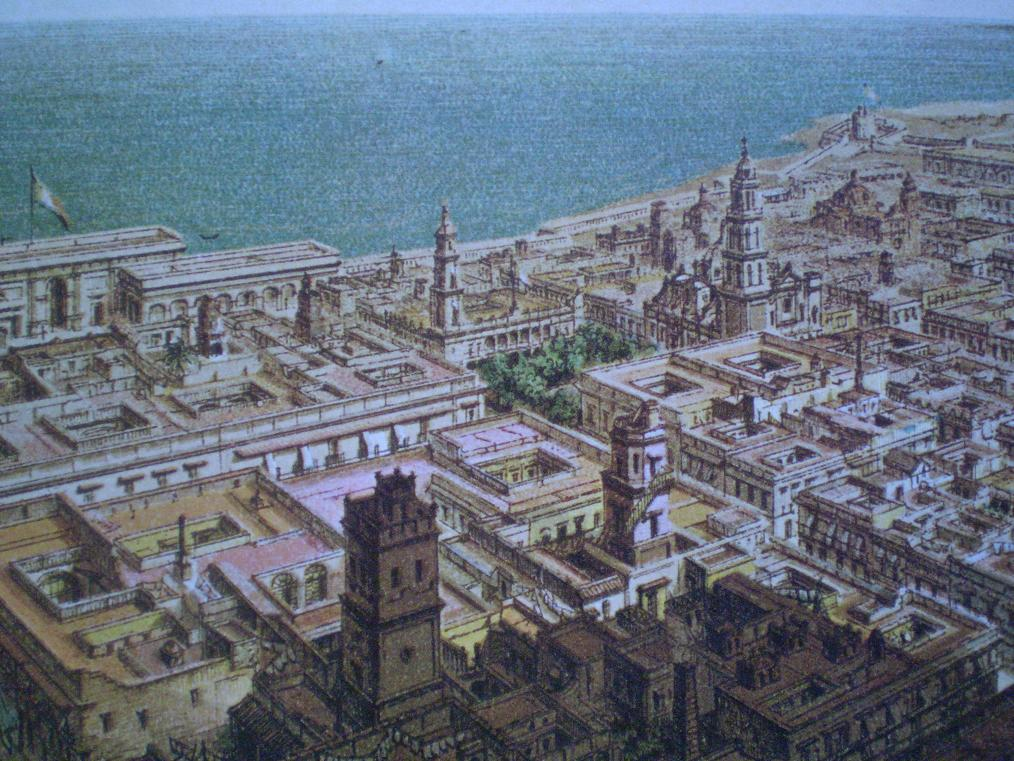
Imagen del libro "Álbum del Ferrocarril Mexicano". Pinturas: Casimiro Castro. Texto: Antonio García Cubas. Publicado por Víctor Debray. Año 1877. Edición bilingüe inglés-español.

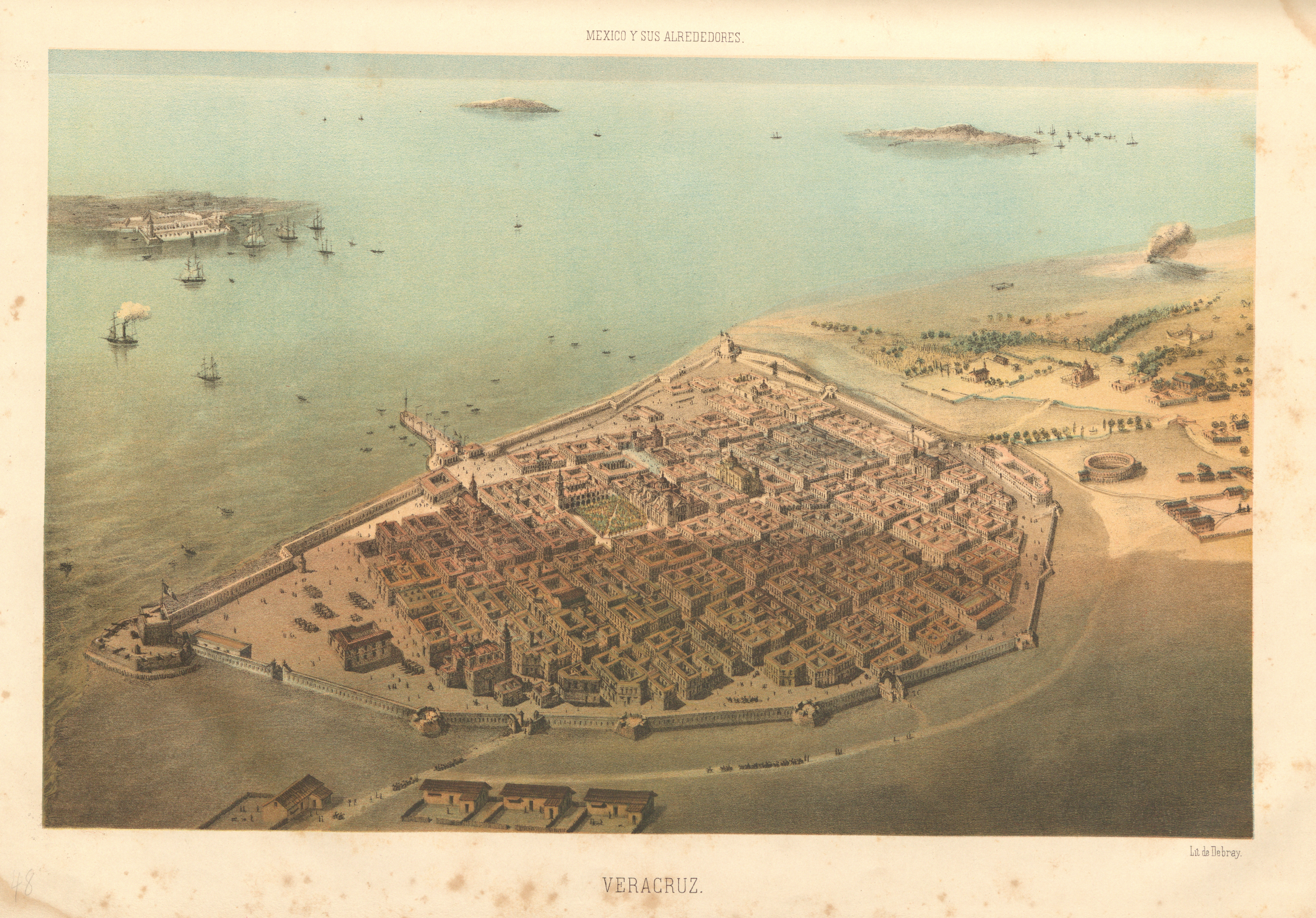
Veracruz en el en el libro "México y sus alrededores", ilustración de Casimiro Castro.

Un suceso de trascendencia se produjo el 1 de enero de 1873 con el arribo del primer tren del ferrocarril mexicano, procedente de Ciudad de México el tren Jarocho hizo su viaje inaugural llevando a bordo al presidente Sebastián Lerdo de Tejada. En 1897 se funda la Heroica Escuela Naval a iniciativa de José María de Vega, jefe del Departamento de Marina.
En 1911 el general Porfirio Díaz llegó de retirada al puerto para embarcar en el barco Ypiranga rumbo a Europa. El 21 de abril de 1914 el puerto sufre un nuevo e injustificado ataque por parte de Estados Unidos.
El 6 de enero de 1915, Venustiano Carranza presidente de la república, expide la Ley agraria que estableció la restitución y la dotación de tierras.
El 12 de febrero de 1924 el gobernador interino Ángel Cazarín decreta como capital provisional del estado, a la ciudad de Veracruz.

## Geografía
- Altitud: 1 m s. n. m.
- Latitud: 19°12′30″ N
- Longitud: 96°7′59″ O

### Límites municipales
Tiene límites administrativos con los siguientes municipios y/o accidentes geográficos, según su ubicación:
| Noroeste: La Antigua              | Norte: La Antigua, Golfo de México |                       |
| Oeste: Paso de Ovejas             |                                    | Este: Golfo de México |
| Suroeste: Manlio Fabio Altamirano | Sur: Medellín                      | Sureste: Boca del Río |

### Clima

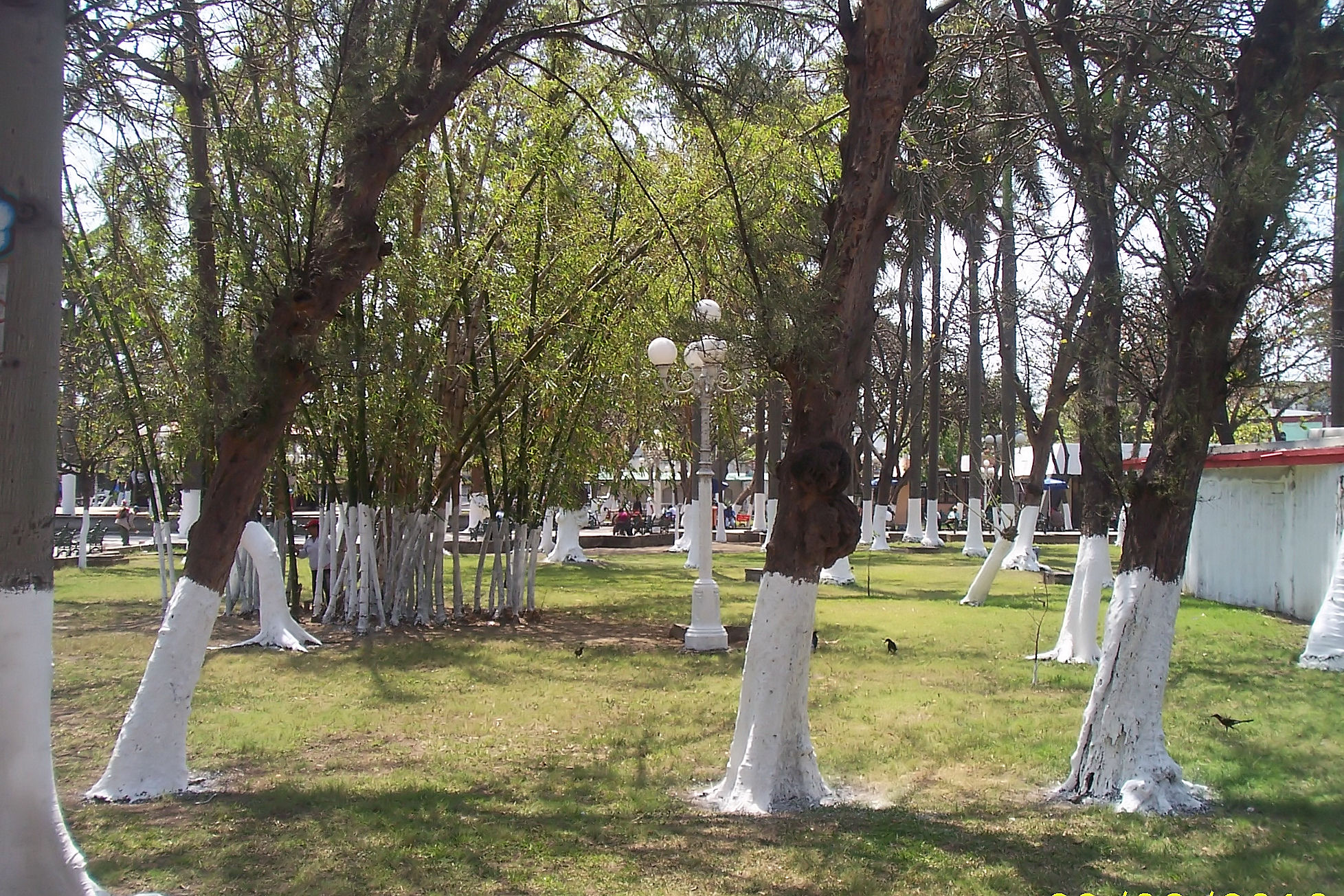
Parque Zamora en el centro de la Ciudad de Veracruz.

El clima es tropical cálido, con una temperatura media anual de 25.7 °C y precipitación media anual de 1724 mm.
Durante los meses de septiembre, octubre, noviembre, diciembre, enero y febrero se presenta el fenómeno conocido como "norte", que son rachas de viento provenientes del Norte y que alcanzan velocidades aproximadamente desde los 50 hasta los 130 kilómetros por hora. En algunas ocasiones la temperatura desciende varios grados, aunque su duración es breve; de uno a tres días.

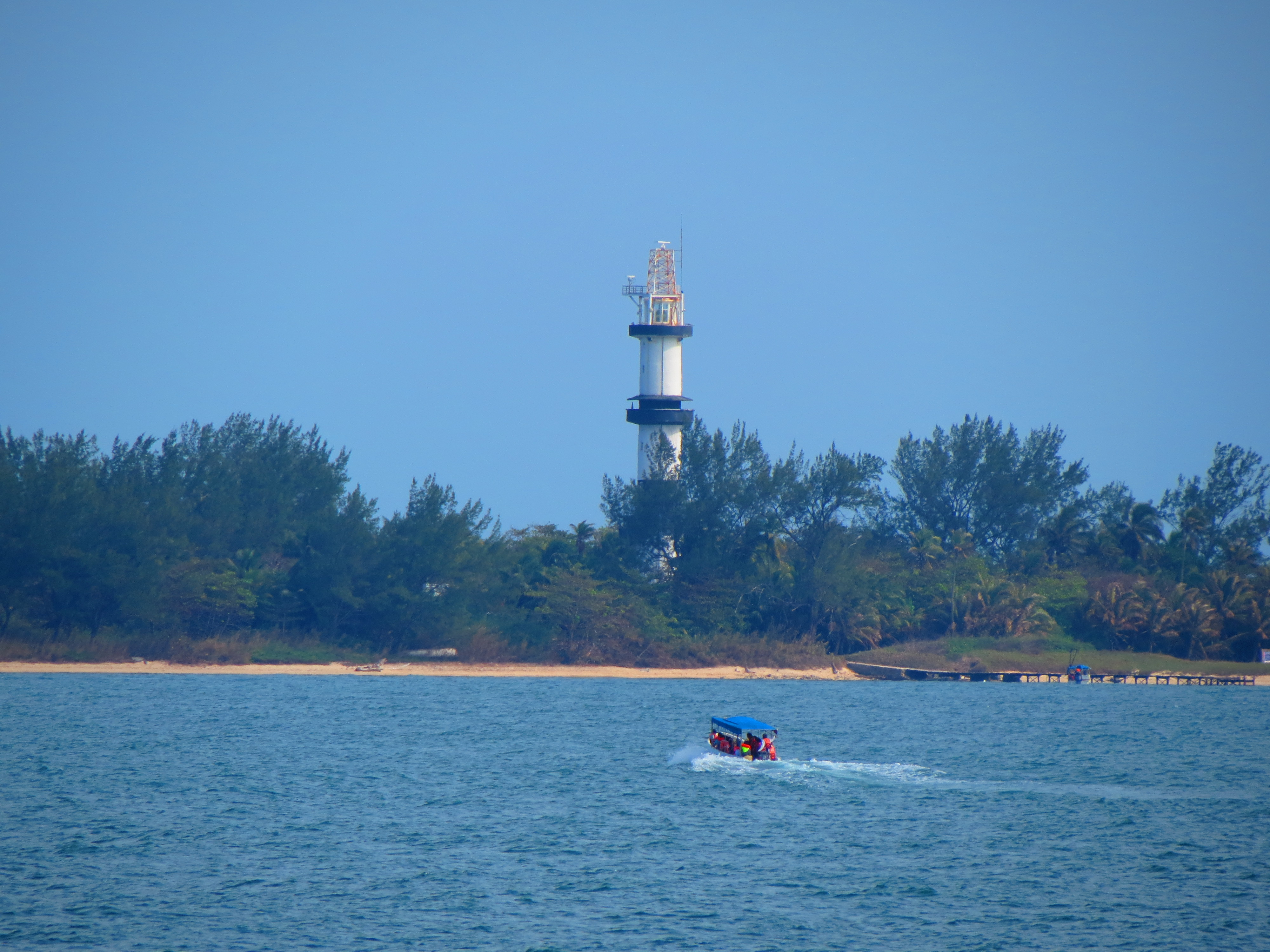
Isla de Sacrificios.

| Parámetros climáticos promedio de Veracruz (normales 1991-2020) | Parámetros climáticos promedio de Veracruz (normales 1991-2020) | Parámetros climáticos promedio de Veracruz (normales 1991-2020) | Parámetros climáticos promedio de Veracruz (normales 1991-2020) | Parámetros climáticos promedio de Veracruz (normales 1991-2020) | Parámetros climáticos promedio de Veracruz (normales 1991-2020) | Parámetros climáticos promedio de Veracruz (normales 1991-2020) | Parámetros climáticos promedio de Veracruz (normales 1991-2020) | Parámetros climáticos promedio de Veracruz (normales 1991-2020) | Parámetros climáticos promedio de Veracruz (normales 1991-2020) | Parámetros climáticos promedio de Veracruz (normales 1991-2020) | Parámetros climáticos promedio de Veracruz (normales 1991-2020) | Parámetros climáticos promedio de Veracruz (normales 1991-2020) | Parámetros climáticos promedio de Veracruz (normales 1991-2020) |
| Mes                                                             | Ene.                                                            | Feb.                                                            | Mar.                                                            | Abr.                                                            | May.                                                            | Jun.                                                            | Jul.                                                            | Ago.                                                            | Sep.                                                            | Oct.                                                            | Nov.                                                            | Dic.                                                            | Anual                                                           |
| --------------------------------------------------------------- | --------------------------------------------------------------- | --------------------------------------------------------------- | --------------------------------------------------------------- | --------------------------------------------------------------- | --------------------------------------------------------------- | --------------------------------------------------------------- | --------------------------------------------------------------- | --------------------------------------------------------------- | --------------------------------------------------------------- | --------------------------------------------------------------- | --------------------------------------------------------------- | --------------------------------------------------------------- | --------------------------------------------------------------- |
| Temp. máx. abs. (°C)                                            | 34.7                                                            | 33.2                                                            | 39.2                                                            | 39.5                                                            | 39.5                                                            | 36.7                                                            | 37.0                                                            | 36.0                                                            | 35.4                                                            | 35.0                                                            | 34.0                                                            | 36.0                                                            | 39.5                                                            |
| Temp. máx. media (°C)                                           | 25.7                                                            | 26.6                                                            | 28.4                                                            | 30.6                                                            | 32.1                                                            | 32.2                                                            | 31.9                                                            | 32.1                                                            | 31.7                                                            | 30.7                                                            | 28.5                                                            | 26.6                                                            | 29.7                                                            |
| Temp. media (°C)                                                | 21.7                                                            | 22.4                                                            | 24.1                                                            | 26.2                                                            | 27.9                                                            | 28.3                                                            | 27.9                                                            | 28.0                                                            | 27.7                                                            | 26.7                                                            | 24.5                                                            | 22.7                                                            | 25.7                                                            |
| Temp. mín. media (°C)                                           | 18.5                                                            | 19.2                                                            | 20.9                                                            | 23.0                                                            | 24.9                                                            | 24.9                                                            | 24.2                                                            | 24.3                                                            | 24.1                                                            | 23.1                                                            | 21.0                                                            | 19.4                                                            | 22.3                                                            |
| Temp. mín. abs. (°C)                                            | 5.8                                                             | 7.2                                                             | 2.0                                                             | 9.0                                                             | 14.5                                                            | 17.0                                                            | 19.8                                                            | 13.2                                                            | 17.0                                                            | 12.0                                                            | 2.0                                                             | 0.2                                                             | 0.2                                                             |
| Lluvias (mm)                                                    | 38.6                                                            | 17.3                                                            | 19.5                                                            | 26.3                                                            | 63.2                                                            | 245.0                                                           | 326.6                                                           | 356.6                                                           | 356.1                                                           | 170.3                                                           | 75.9                                                            | 28.8                                                            | 1724.2                                                          |
| Días de lluvias (≥ 0.1 mm)                                      | 5.2                                                             | 3.4                                                             | 2.8                                                             | 3.1                                                             | 5.5                                                             | 13.5                                                            | 17.4                                                            | 19.2                                                            | 17.9                                                            | 12.0                                                            | 7.3                                                             | 5.3                                                             | 112.5                                                           |
| Horas de sol                                                    | 145.7                                                           | 158.1                                                           | 189.1                                                           | 207.0                                                           | 204.6                                                           | 207.0                                                           | 204.6                                                           | 223.2                                                           | 186.0                                                           | 192.2                                                           | 180.0                                                           | 145.7                                                           | 2243.4                                                          |
| Humedad relativa (%)                                            | 82                                                              | 83                                                              | 81                                                              | 80                                                              | 80                                                              | 79                                                              | 82                                                              | 82                                                              | 82                                                              | 80                                                              | 81                                                              | 81                                                              | 81                                                              |
| Fuente n.º 1: Hong Kong Observatory                             |                                                                 |                                                                 |                                                                 |                                                                 |                                                                 |                                                                 |                                                                 |                                                                 |                                                                 |                                                                 |                                                                 |                                                                 |                                                                 |
| Fuente n.º 2: Colegio de Postgraduados, NOAA                    |                                                                 |                                                                 |                                                                 |                                                                 |                                                                 |                                                                 |                                                                 |                                                                 |                                                                 |                                                                 |                                                                 |                                                                 |                                                                 |

### Hidrografía
Regado por los riachuelos Medio, Grande y Tenoya, contando con buenas playas e islas como la de Sacrificios y Verde. Asimismo en el interior de la ciudad se encuentran numerosas lagunas como la de Lagartos, La Ilusión, Malibrán, Real, Los Lagos, El Vergel, etc.

### Orografía
Situado en la zona central del Estado en la costa del Golfo de México, su suelo es de pequeñas alturas insignificantes y de valles, con una altitud promedio de 10 m s. n. m., contando con buenas playas e islas, como las de Sacrificios, Verde, de Pájaros, Las Blanquillas, y la Gallega; en donde durante el Virreinato de la Nueva España fue construido el fuerte de San Juan de Ulúa.

### Geología

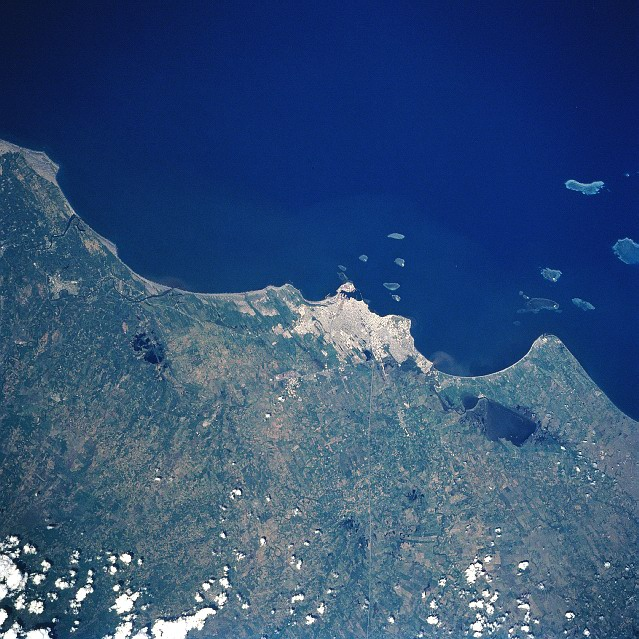
Imagen satelital de la Ciudad y Puerto de Veracruz.

Los minerales conseguidos del municipio son el mármol labrado, cal, cemento, arena y arcilla.

#### Suelos
Los tipos de suelo del municipio son feozem y luvisol. El primero tiene una capa superficial rico en materia orgánica y nutrientes, susceptible a la erosión. El segundo acumula arcilla en el subsuelo, también es susceptible a la erosión, su uso está distribuido de la siguiente manera: En la superficie agrícola 2766 ha, 2241 ha ejidal y 525 ha pequeña propiedad; en la superficie ganadera 19.379 ha, 5921 ha ejidal y 13.458 ha pequeña propiedad; en la superficie urbana 1955 ha, lo que hace una superficie total de 24.100 ha.

### Vegetación
Su vegetación es de tipo selva baja caducifolia, constituida por árboles que pierden sus hojas durante la época invernal y se encuentran árboles como el liquidámbar y el ocote.

### Fauna
Hay una gran variedad de animales silvestres, entre los que se encuentran principalmente la garza, gaviota, conejo, tlacuache, ardilla, jaguar, tuza y manatíes entre otros, además de una gran variedad de insectos.

## Demografía
De acuerdo con el Censo de Población y Vivienda 2020 efectuado por el Instituto Nacional de Estadística y Geografía (INEGI) la población total de la ciudad de Veracruz era de 405,952 habitantes. por lo cual es la ciudad más poblada de Veracruz después de Xalapa.
| Gráfica de evolución demográfica de Veracruz entre 1900 y 2020                                              |
| |
| Población de los censos y conteos del Instituto Nacional de Estadística y Geografía (INEGI) de 1900 a 2020. |

### Zona Metropolitana de Veracruz
Por otra parte, la Zona Metropolitana de Veracruz (ZMV) ha sido definida por el INEGI, CONAPO y SEDESOL como la integración de los municipios de Veracruz, Boca del Río, Medellín, Alvarado y Jamapa, cuya población en 2020 ascendía a 939,046 hab.

## Parque nacional Sistema Arrecifal Veracruzano
Es un área natural protegida, situada junto a las costas veracruzanas y considerada como uno de los arrecifes más importantes de México, con una dimensión de 52.238 hectáreas.
En esta extensa área el desarrollo de varias especies de corales pétreos conforman la estructura para el establecimiento de moluscos como almejas y caracoles; gusanos marinos, estrellas de mar, erizos y galletas de mar, además de una infinidad de plantas entre las que destacan los pastos marinos. Es el hábitat de miles de peces y crustáceos como camarones y langostas.

## Economía

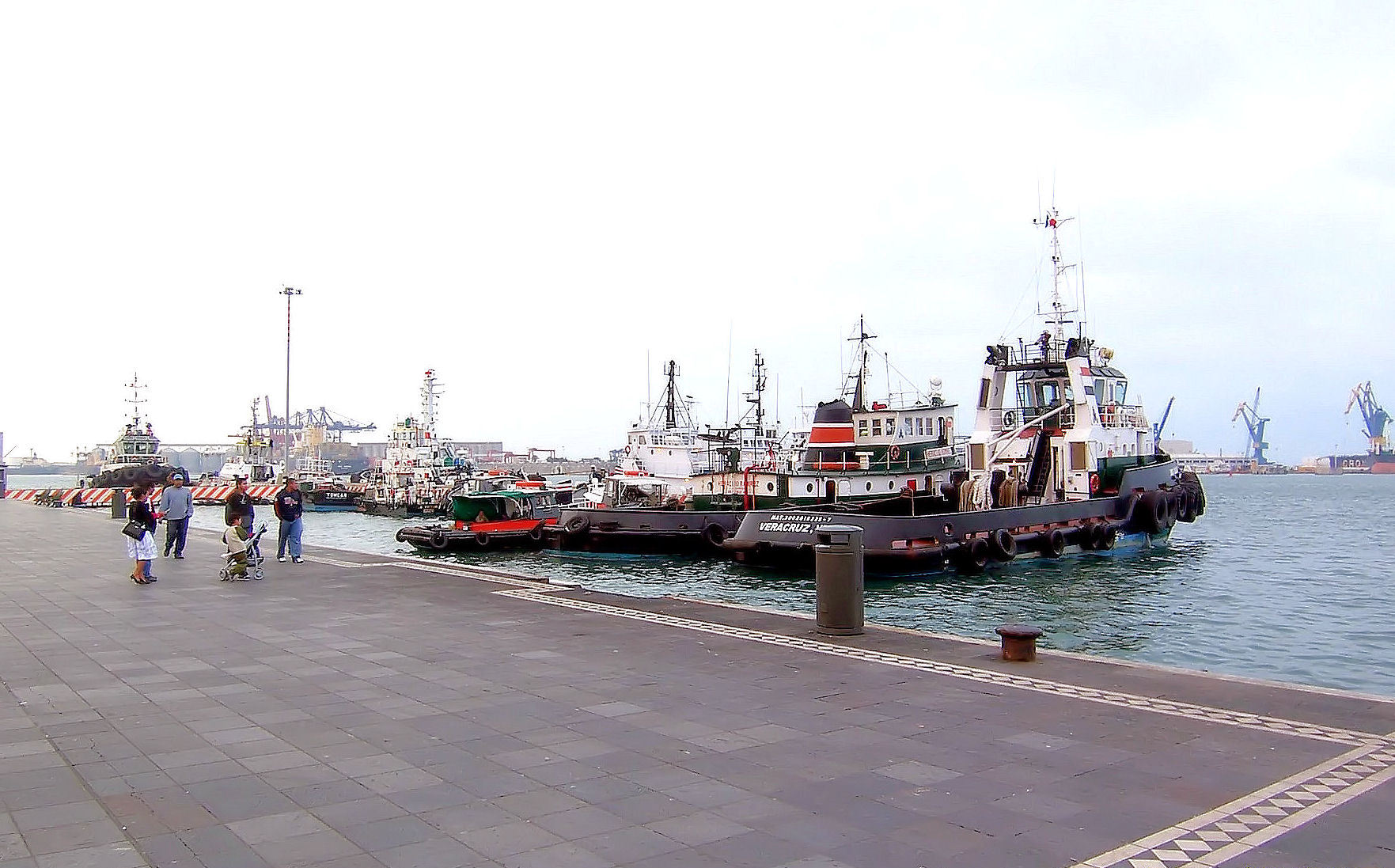
Vista de Remolcadores atracados en el Malecón.

Es conocido como La Puerta de México al Mundo, ya que el puerto es y ha sido el más importante del país desde sus inicios en la época virreinal hasta la época actual, durante 250 años fue el único puerto por el cual podían entrar y salir mercancías de América Continental hacia Europa, lo que propició el desarrollo de una rica clase de comerciantes.Desde el puerto de Veracruz se exportaban pavos, maíz, frijoles, aguacates y algodón a España. De España procedían las habas, el trigo, el arroz, el ganado vacuno, los cerdos, los tejidos, el vino y otros bienes. A mediados del siglo XVI, se encontró tanto oro y plata en Veracruz que estos metales preciosos eran la principal exportación a España en lo que se llamaba barcos del tesoro, comúnmente conocidos como la flota del tesoro española. La recompensa atrajo a piratas, en su mayoría de Gran Bretaña y Holanda, como Francis Drake y John Hawkins, que se aprovechaban de esos barcos. Veracruz fue invadida durante los conflictos con Francia y Estados Unidos.
En la segunda mitad del siglo XIX, la importancia de Veracruz disminuyó a medida que se redujo el comercio con Europa. El puerto fue remodelado a principios del siglo XX, pero la producción de petróleo era el principal ingreso del estado y no del puerto. Esto comenzó a cambiar en la segunda mitad del siglo XX, cuando el puerto volvió a situarse a la vanguardia económica del estado.
En 1991, el gobierno federal tomó el puerto de Veracruz para reestructurar el manejo de mercancías. Posteriormente ese mismo año iniciaron operaciones las primeras navieras privadas. En 1993 se aprobó la Ley de Puertos que regulariza las operaciones de los puertos del país. Esta ley creó la Administración Portuaria de Veracruz (Autoridad Portuaria de Veracruz).
En la actualidad, se planea la expansión del Recinto Portuario con terrenos ganados al mar y otros cedidos por el gobierno federal, y se espera que de 19.5 millones de toneladas que tiene de capacidad en la actualidad pase a 118 millones, y de 19 posiciones de atraque a 48.

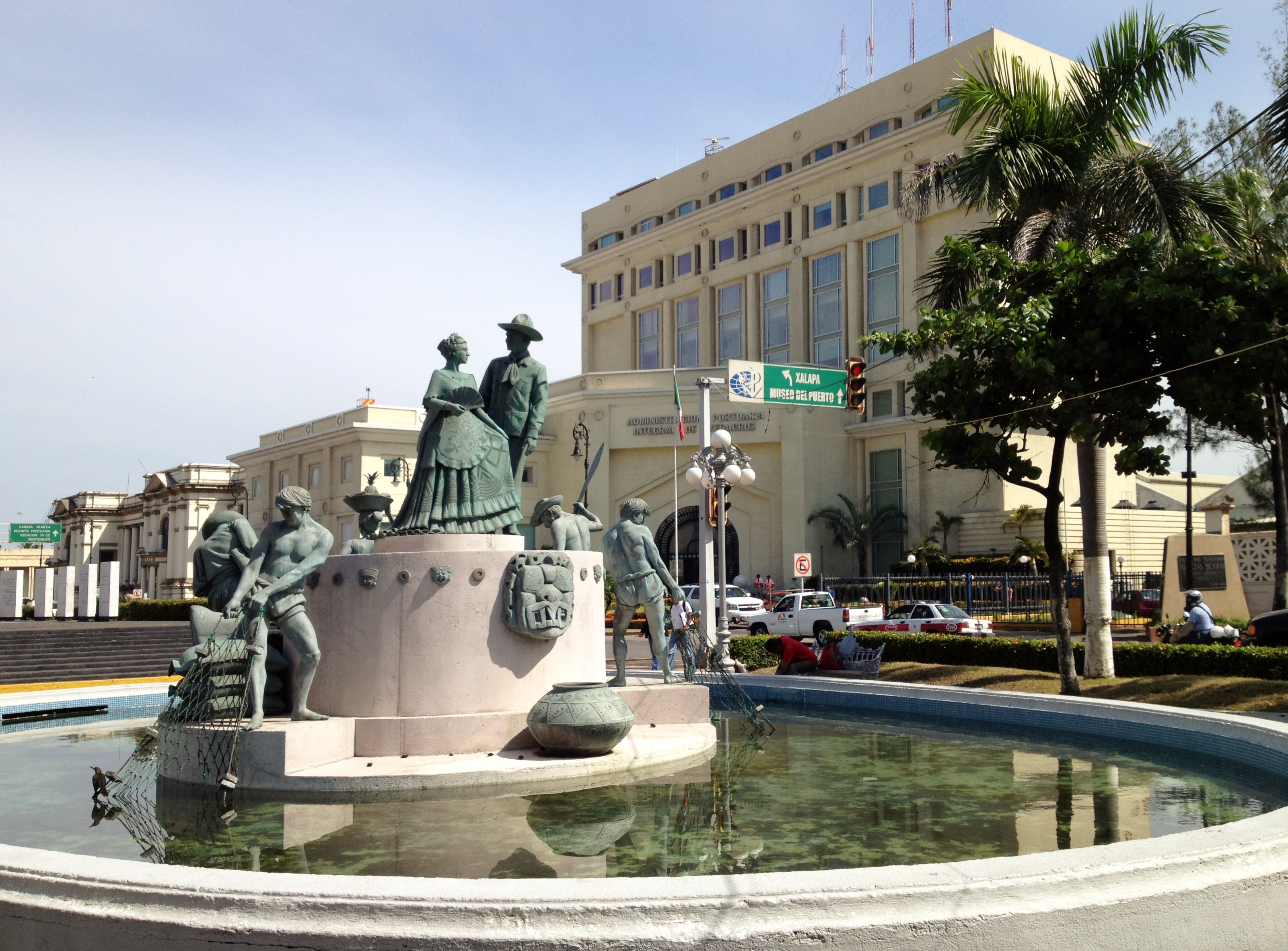
Edificio de la Administración Portuaria Integral de Veracruz.

Por otra parte, el municipio de Veracruz pertenece a la región económica Sotavento. Además de los ingresos derivados del puerto comercial, son muy importantes los derivados del turismo, ya que en esta ciudad se celebra el Carnaval de Veracruz, el cual es considerado el más importante de México.
Otras actividades destacables son la industria automotriz, la siderúrgica y la pesca.
La Central Nuclear Laguna Verde en el cercano Alto Lucero, produce alrededor del 4,5% de la energía eléctrica de México.
Por sectores, el 2.01% de la población municipal se dedica al sector primario, el 24% al sector secundario y el 67% al sector terciario.

## Servicios públicos

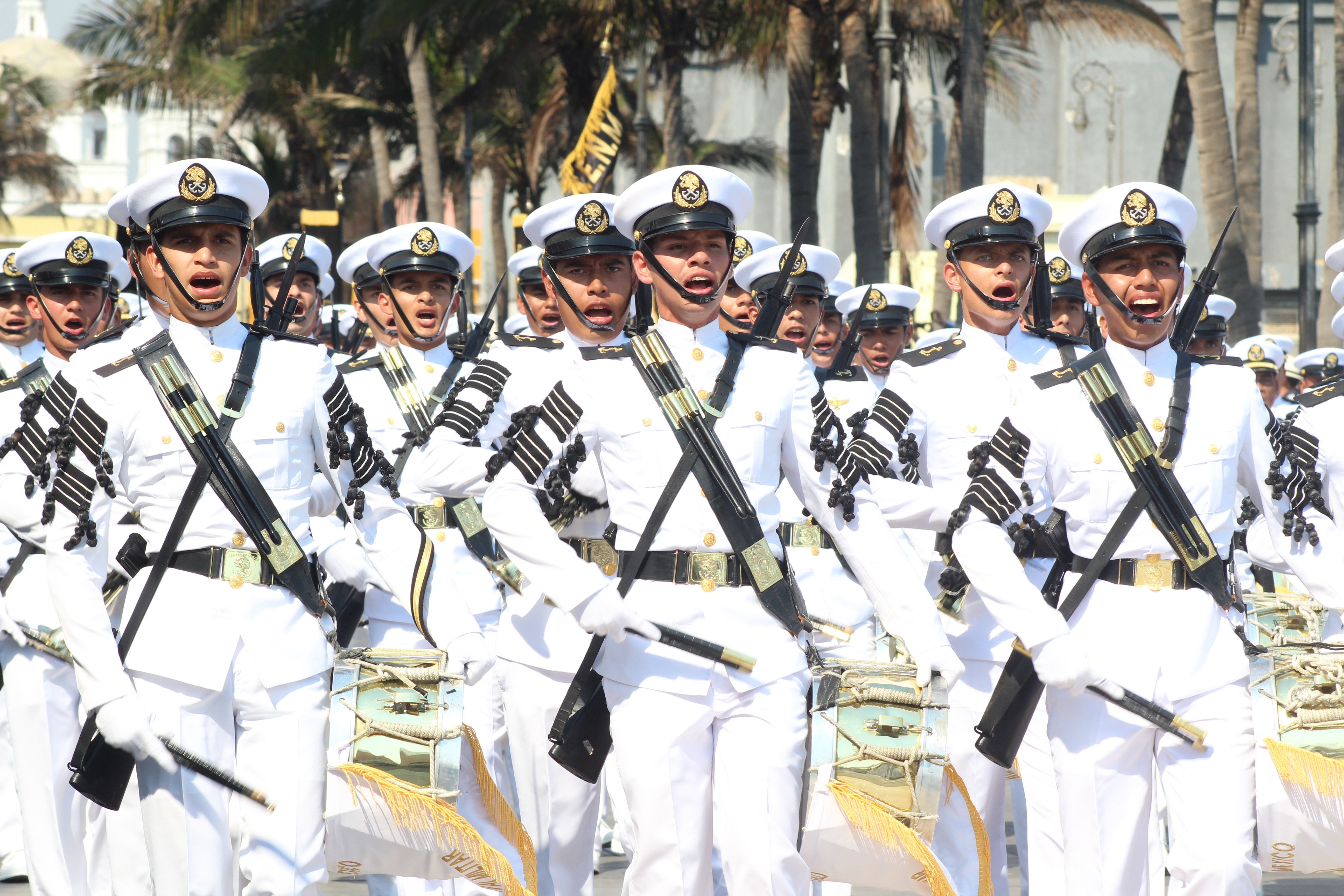
La Marina aún presenta una importante presencia en Veracruz.

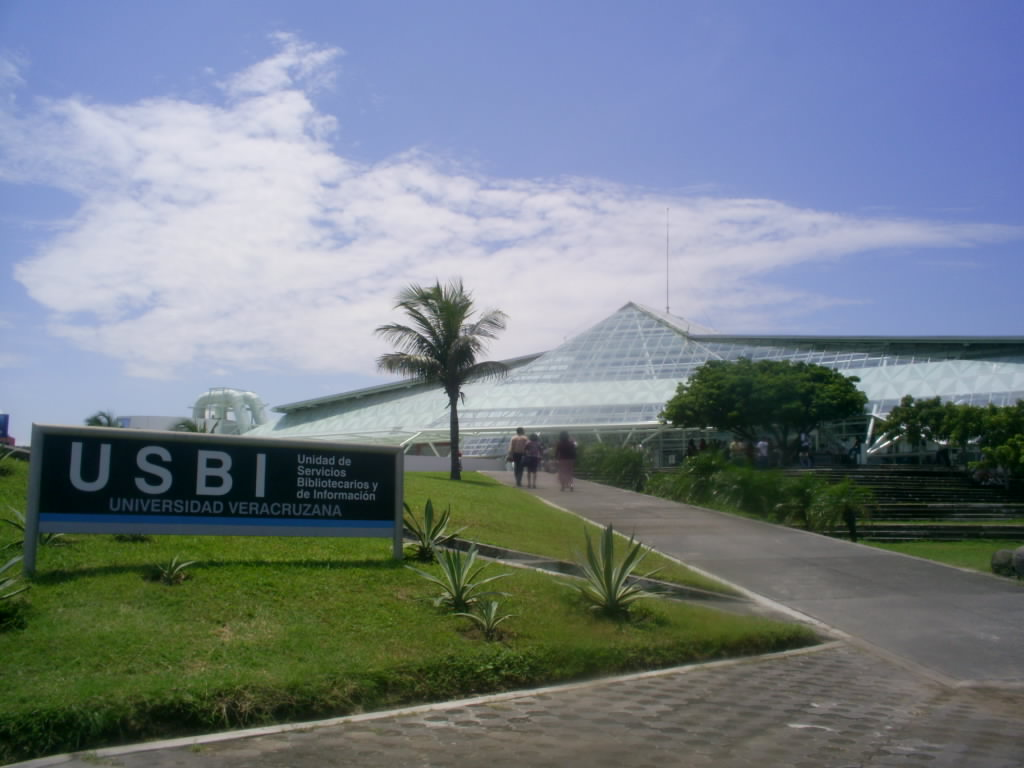
Universidad Veracruzana

### Educación
Los centros de estudios superiores más conocidos de la ciudad son:
- Benemérita Escuela Normal Veracruzana "Enrique C. Rébsamen"
- Universidad Veracruzana.
- Instituto Tecnológico de Veracruz.
- Universidad Cristóbal Colón.

### Vivienda
Según resultados preliminares del censo 2000, se encontraron edificadas en el municipio 123.544 viviendas, con un promedio de 3,68 de ocupantes por vivienda, la mayoría son propias y de tipo fija, los materiales utilizados principalmente para su construcción son el cemento, el tabique, el ladrillo, el block, la madera y lámina. Así como también se utilizan materiales propios de la región.

### Medios de comunicación
El periódico de mayor circulación es el Notiver, aunque el Diario Órale! también se ha convertido en uno de los más populares, el más antiguo El Dictamen (reconocido como "el decano de la prensa nacional mexicana"). Otro medio de información es el Periódico Imagen de Veracruz, que está cerca de cumplir 30 años.
La ciudad cuenta con 10 estaciones de AM, entre las que destaca una de las más antiguas de México como lo es la XEU-AM 930 kHz, fundada en 1930 por el señor Fernando Pazos Sosa; y otras 8 de FM. Así como 2 canales de televisión Televisa y TV Azteca (uno local y otro por el sistema de bloqueo de una señal nacional).
En el municipio hay servicio telefónico por marcación automática en la cabecera y 12 localidades, así como telefonía celular. El municipio cuenta con 113 oficinas postales y 3 de telégrafos.
Un alto porcentaje de la población cuenta con servicio de televisión por cable y satelital e internet a velocidades hasta de 1000 Mbps.

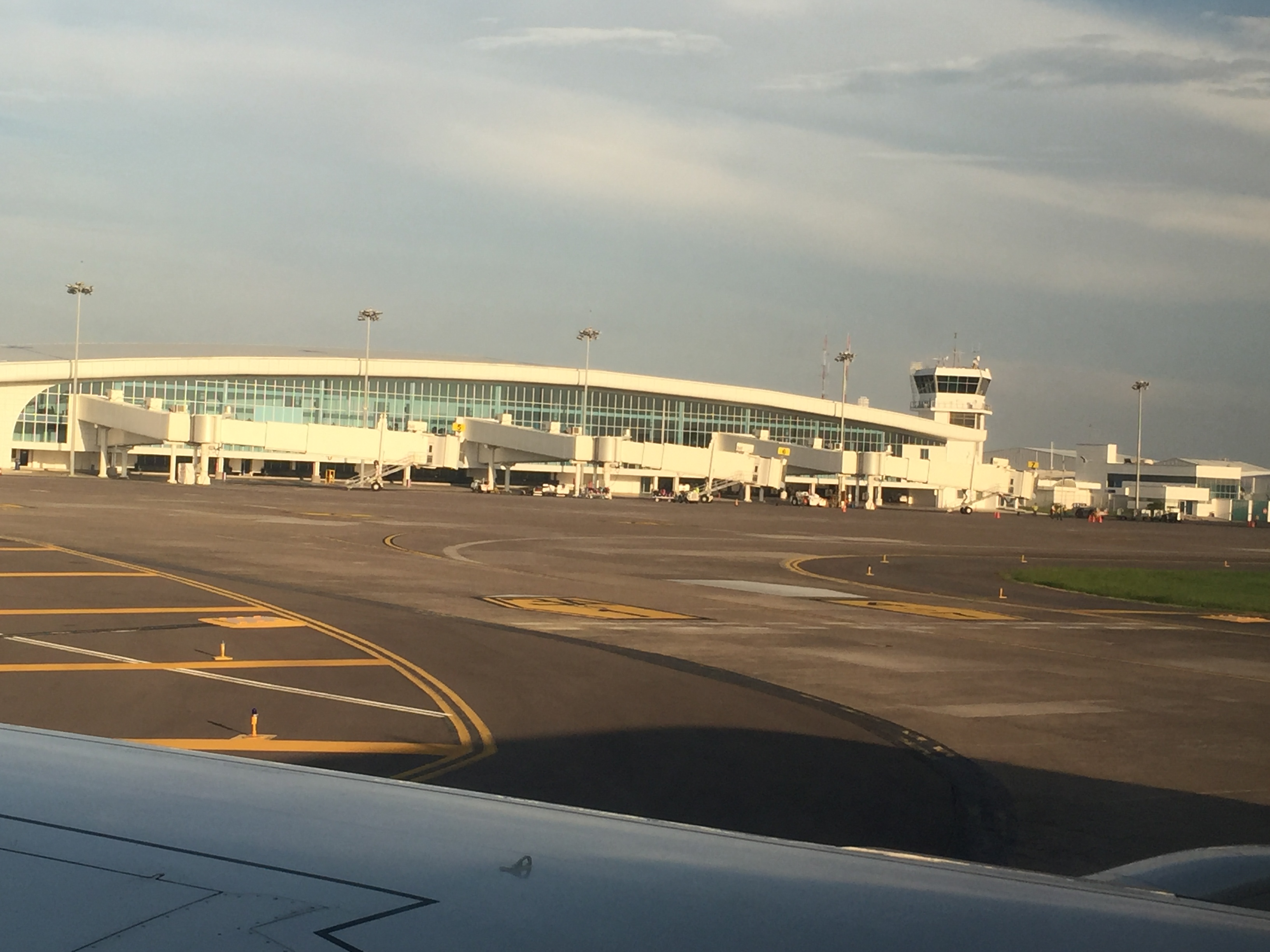
Aeropuerto Internacional General Heriberto Jara.

### Transportes
El municipio cuenta con 1000 km aproximadamente de vías de comunicación y son comunicaciones intermunicipales, estos comunican internamente al municipio entre sí. Además de tener acceso por medio de importantes carreteras y autopistas hacia el sur a Coatzacoalcos, hacia el norte a Tampico, hacia el poniente a Córdoba u Orizaba y a Xalapa. Cuenta con caminos de terracería, recubiertos con material reciclado, caminos con revestimiento de asfalto y caminos de concreto hidráulico.

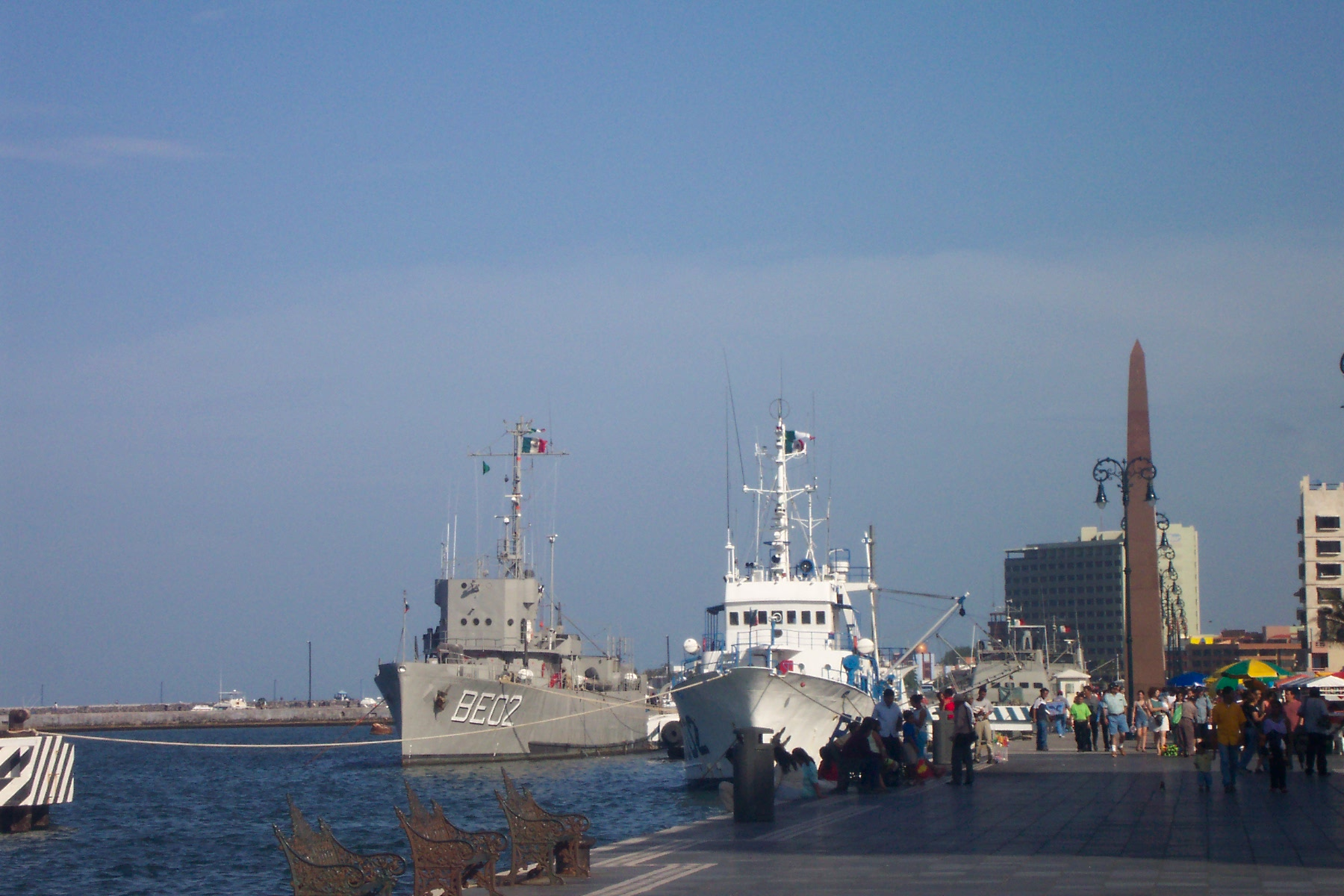
Malecón del puerto de Veracruz.

La ciudad de Veracruz cuenta con tres arterias muy importantes como son Rafael Cuervo-Cuauhtémoc, Allende-Miguel Alemán y Díaz Mirón; las avenidas oscilan entre los 6 y 10 carriles de doble sentido; tiene 6 puentes existentes en la ciudad que son: Puente Circunvalación, Cuauhtémoc, Jiménez, Morelos (el más antiguo de la ciudad), Xalapa, Allende y 4 distribuidores viales J.B.Lobos (Aeropuerto), Cabeza Olmeca, Boticaria y el de la salida a Medellín, además de la construcción del periférico veracruzano de Santa Fe a Paso del Toro.
Asimismo tiene servicio de terminal de Autotransporte Federal de pasajeros ADO y una Capitanía de Puerto, cuenta además con el servicio del Aeropuerto Internacional “Heriberto Jara Corona” que es el tercer aeropuerto más concurrido del sur de México, solo superado por el de Cancún y el de Mérida.

## Cultura

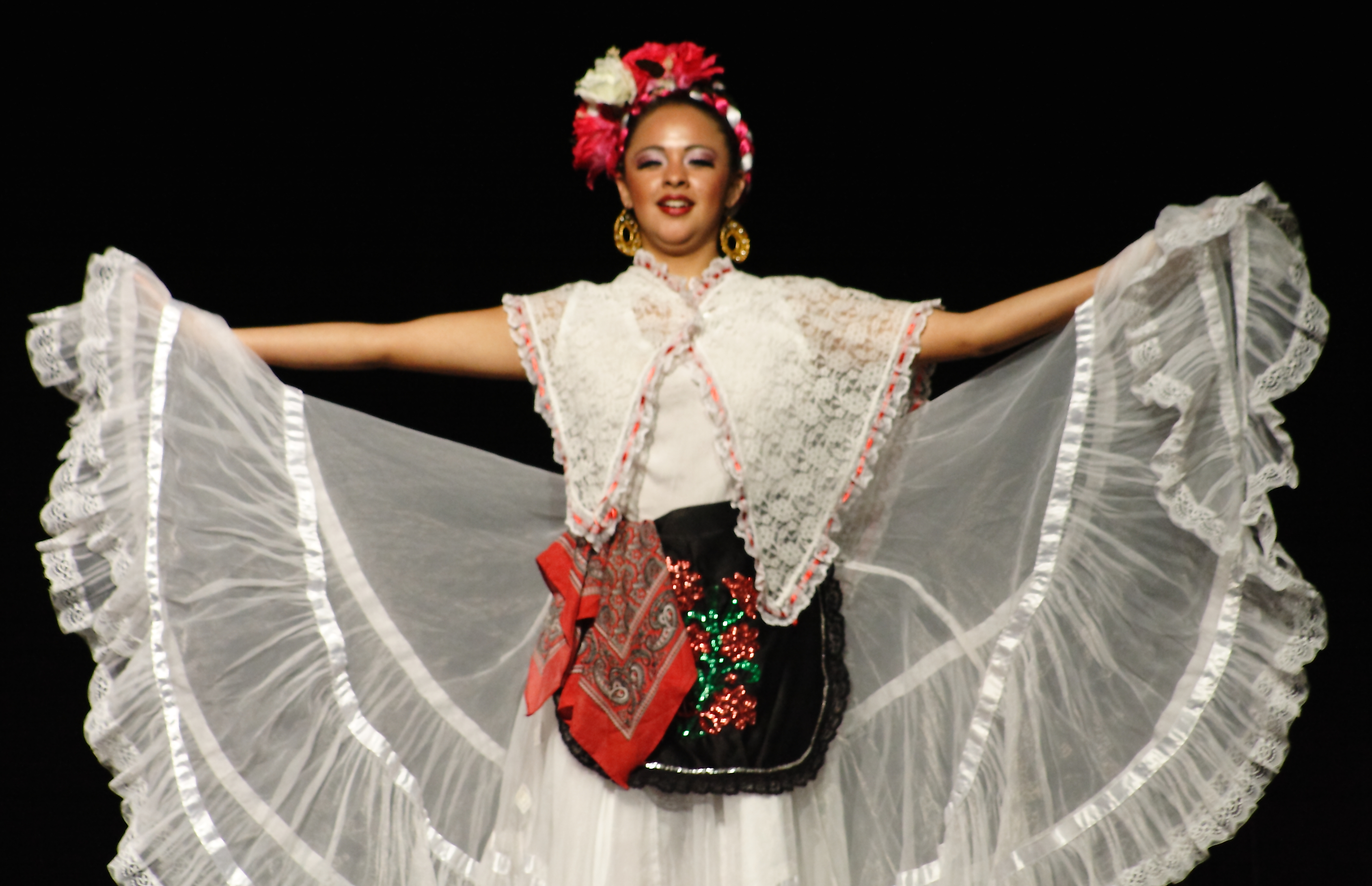
Mujer haciendo baile típico del estado de Veracruz, en México.

Todos aquellos que disfrutan de visitar Veracruz, reciben un afectuoso trato por parte de sus habitantes conocidos como es de México 
"jarochos", los cuales siempre están prestos a dar la mano y un cálido recibimiento a todo aquel que visita esta ciudad. La música tradicional son el danzón y el son, la salsa, la marimba, la Internacional Bamba, y la música de viento. Artesanos veracruzanos hacen gran variedad de figuras decorativas, utilizando como materia prima la madera, las conchas y los caracoles de mar, entre las que destacan los barcos, máscaras, veleros, collares, alhajas, pulseras y aretes. También elaboran artesanías típicas de la región como las alcancías y las figuritas hechas con la corteza del coco.
La ciudad es sede del Instituto Veracruzano de la Cultura, órgano de carácter estatal fundado en 1987. Asimismo, en 2005, se fundó el Centro Veracruzano de las Artes, con participación de los tres niveles del gobierno mexicano: federal, estatal y municipal.

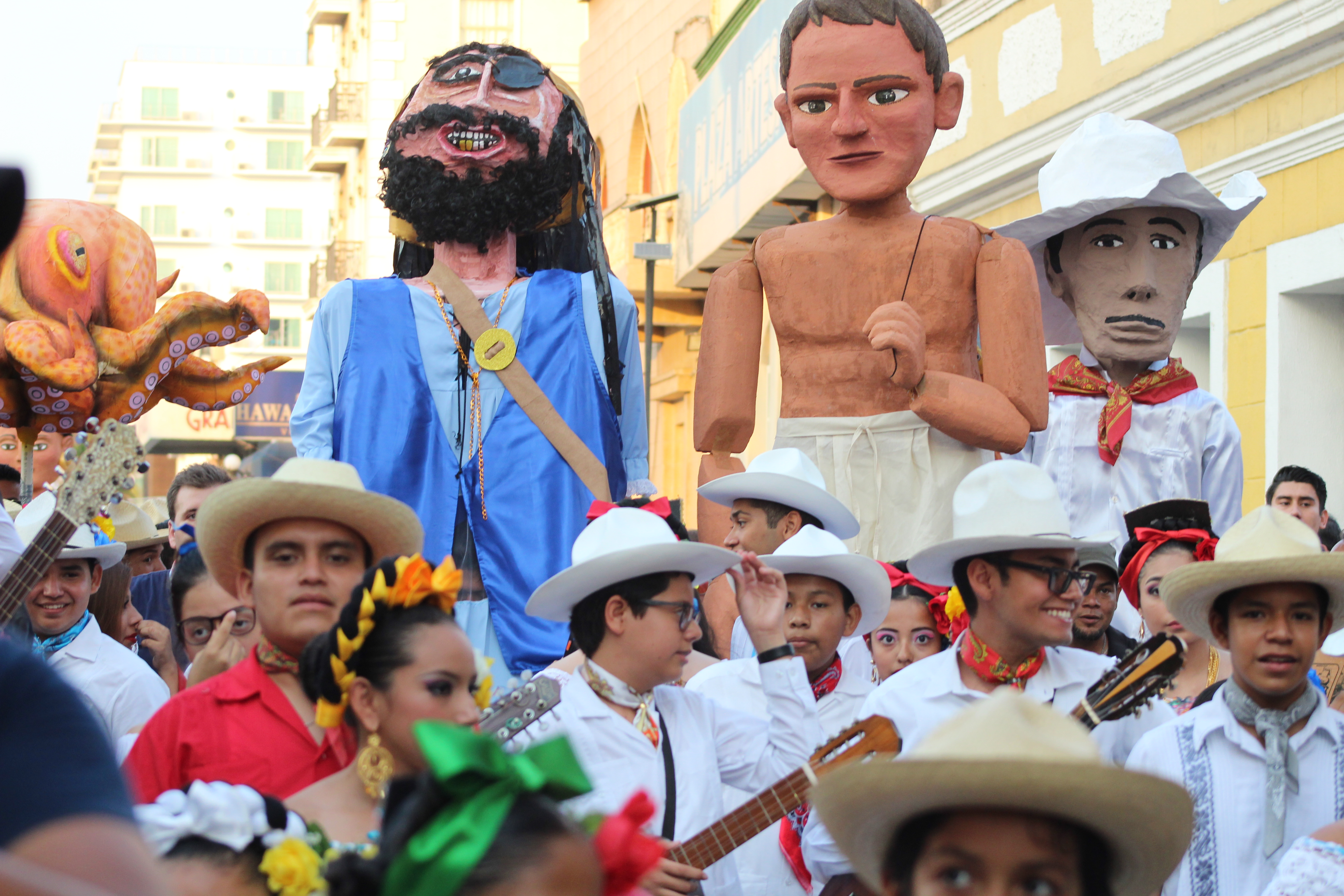
Mojiganga en el desfile por los 500 años de la ciudad y puerto de Veracruz.

### Eventos Conmemorativos de los 500 Años de Veracruz
- Sorteo de la Lotería Nacional para la Asistencia Pública[28]
- Timbre Postal[29]

- Edición Conmemorativa del libro Veracruz puerta de Cinco Siglos, 1519-2019

- Se acuñó una moneda de uso corriente con denominación de 20 pesos

### Museos

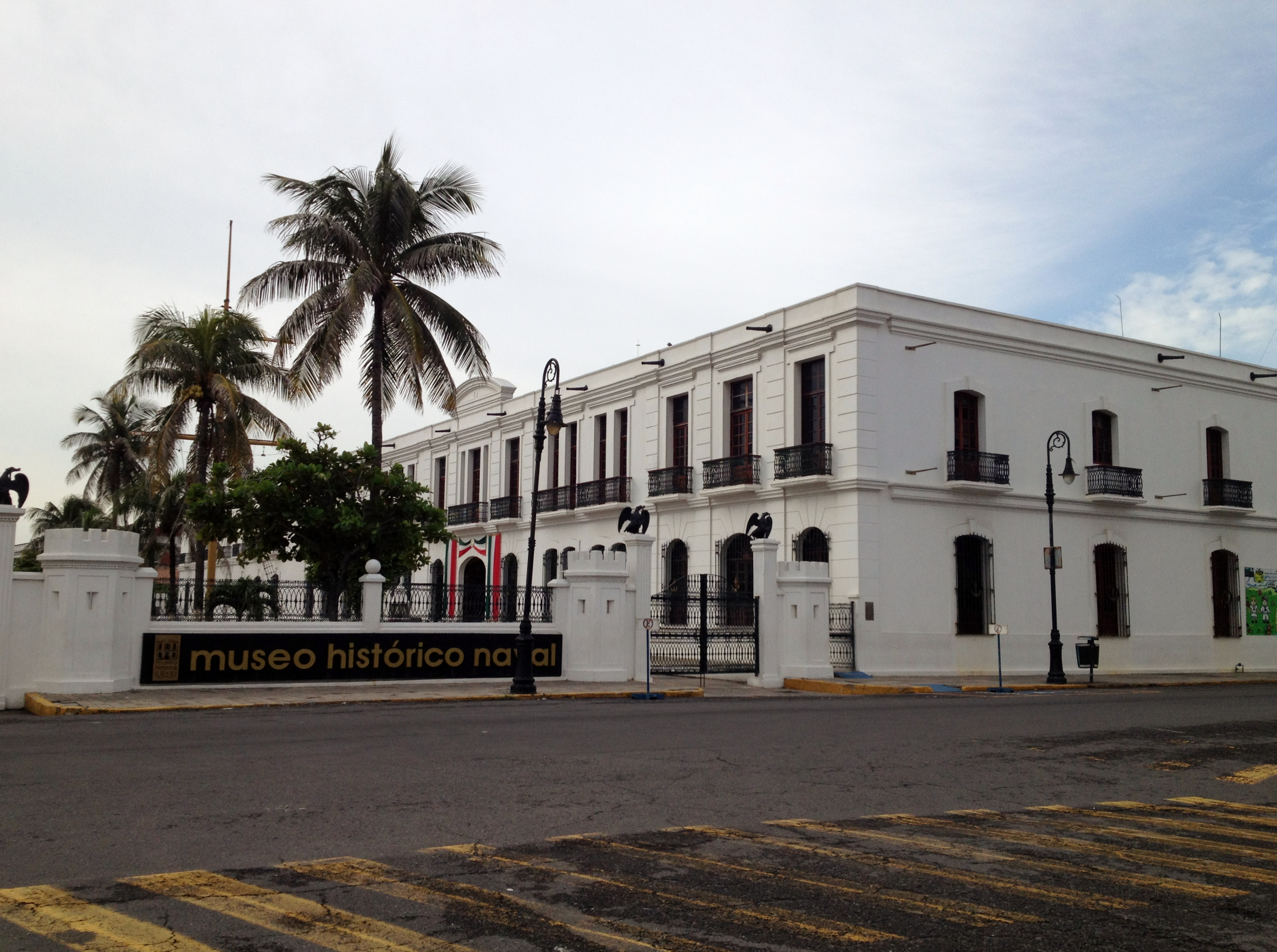
Entrada principal del Museo Naval México en la ciudad y puerto de Veracruz.

- Museo Naval México.[30]
- Museo de Cera.[31]
- Museo «Ripley».[32]

### Bachillerato de Veracruz

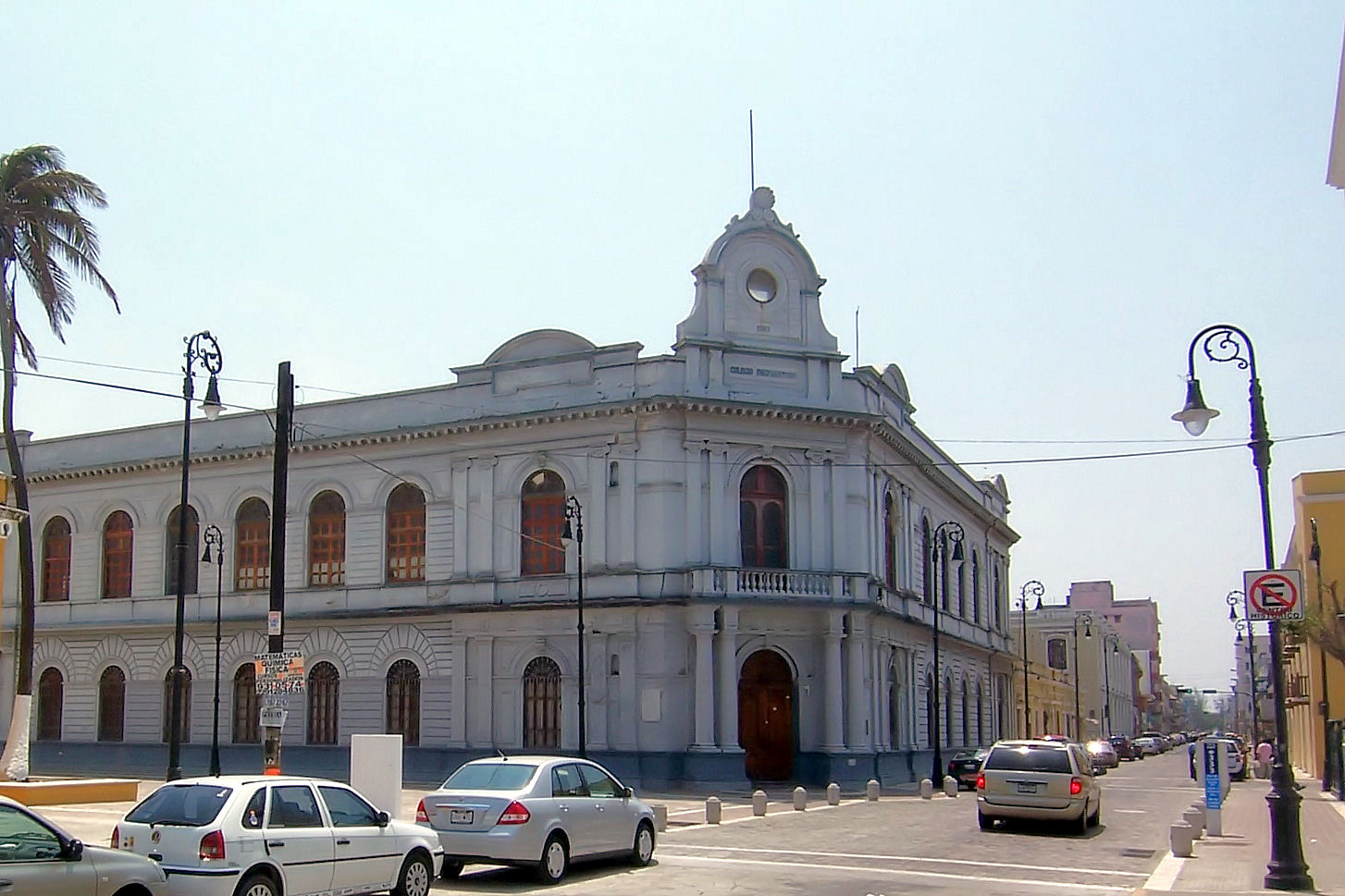
Bachillerato de Veracruz.

El edificio se comenzó a construir el 19 de octubre de 1908 en el mismo previo que ocupó el primer edificio del Instituto (1870-1908) y que perteneció a la "casa de la proveeduría", anexándole un previo adjunto que perteneció al antiguo patio "El Carmen" para mayor amplitud del proyecto arquitectónico original del Ing. Carlos A. Ferrer. El elegante y majestuoso edificio se terminó en mayo de 1910 habiendo supervisado las obras el ing. Eulalio Vega y los meritorios servicios del arq. Félix Ravinetti. El edificio fue inaugurado en el mes de septiembre, dentro de los festejos del Centenario, por el gobernador Teodoro Dehesa, gracias a la perseverante participación de la Honorable Junta de Instrucción Pública, conformada por catedráticos y filántropos interesados en el engrandecimiento de la educación y formación de la juventud veracruzana, alcanzando el crisol de su proyecto educativo con la obtención de un bello, adecuado y digno templo del saber. Dentro de esas personalidades que posteriormente fueron directores podemos mencionar a Salvador Díaz Mirón gran poeta, a Julio S. Montero, a Esteban Morales, a Cayetano Rivera, al dr. Víctor Sánchez tapia, Fernando Siliceo, y a Vicente Campo Redondo.

### Gastronomía
En cuanto a la gastronomía local, esta se distingue por incluir platillos típicos de la región Olmeca, Totonaca y Huasteca, de los cuales el más reconocido es el Zacahuil, además de una gran variedad de antojitos típicos mexicanos, entre los que sobresalen las picadas, bocoles, molotes, tlacoyos, enchiladas, blanditas, sin olvidar la estrujada o los tamales como son los de puerco, picadillo, calabaza con camarón, zaragalla y los piques, respecto a los pescados y mariscos, se encuentra una gran variedad de platillos donde puedes encontrar desde los típicos cócteles o campechanas, pasando por el huatape de camarón, la zaragalla, jaibas o un pescado frito, etc. Tradicionalmente afamada nacional e internacionalmente por su riqueza y variedad, la cocina Jarocha es una sabrosa síntesis de la cocina española y la costeña, su doble riqueza nace de la combinación de lo mejor de la comida tropical y lo mejor de la comida marítima, encontramos desde los antojitos típicos hasta los más exquisitos platillos de mariscos y pescados frescos en infinita variedad y toda clase de refrescantes y dulces frutas tropicales, como base de alimentación se considera el maíz, ingrediente principal en muchos de sus guisos entre los que se pueden preparar. Los platillos de tierra son tortillas gordas, picadas, empanadas, chilaquiles, tamales (de masa colada y de elote, tamal de cazuela, torta de elote, etc.), bocoles, zacahuil, pulacles, glorias, panuchos y bomba tostada. Los platillos de mar son las jaibas rellenas, chilpachole de jaiba, pescado en escabeche, huachinango a la veracruzana, pescado a la veracruzana, sopa de mariscos, pulpos en su tinta, jaibas enchilpotladas, hueva de lisa y de naca frita, arroz a la tumbada, empanadas de camarón, “vuelve a la vida” y langostinos al mojo de ajo.
Dentro de la gastronomía veracruzana hay verduras como los quelites, verdolagas, tallos o cojollos de izote, los guajilotes, chompines, calabacitas, pipiancitos y ejotes, de igual manera la gran variedad de frutas de acuerdo a la temporada como la piña, sandía, coco, mamey, mango, nanche, papaya, uvas, limas y limones, chirimoyas, plátanos y guanábanas.
El café tomado con una canilla en el Gran Café de La Parroquia que fundado desde 1808 es un icono de la tradición veracruzana, y hay un dicho que dice: "Si vienes a Veracruz y no vienes al Café de la Parroquia a tomar un café, es como si no hubieras venido a Veracruz".
El ir a los portales, a escuchar música desde sones jarochos, danzón, salsa, marimba, acompañado de una cerveza y un queso de hebra preparado... "si no te emborrachaste en los portales, es como si no hubieras venido a Veracruz".

#### Arroz a la tumbada

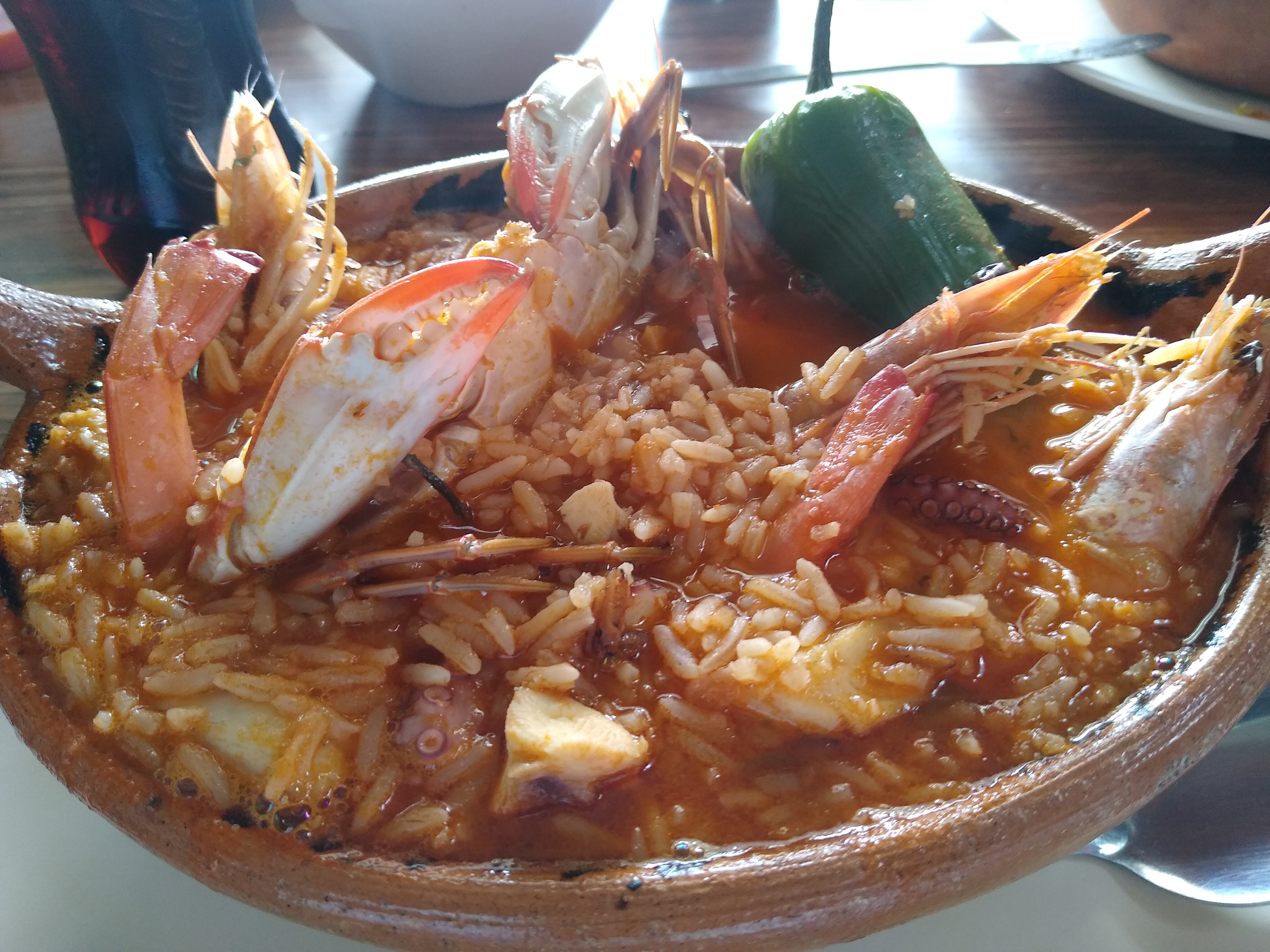
Arroz a la tumbada, platillo típico veracruzano.

Uno de los más importantes de Veracruz, es una mezcla de arroz, condimentos, cebolla, camarón, pulpo, almeja, ostión, mejillones y jaiba entera, que su nombre es porque se “tumba” del fuego y se sirve rápidamente para evitar que se seque. Adquiere su color característico con jitomate y se sirve en cazuelas o platos hondos, ya que alcanza una textura de caldo. Suele acompañarse con tortillas y frijoles negros.

#### Camarones al Coco
Es uno de los platos que más representa las características del estado de Veracruz. Combina el marisco con las frutas tropicales, en este caso el coco, y una salsa de mango. Es un plato de camarones rebozados en pan rallado y coco, que luego se fríen. Los camarones son rellenados con queso cremoso y coco fresco rallado, y se acompañan con una salsa de mango manila, vino blanco y queso crema a la par con una ensalada y un poco de frijoles.

#### Chilpachole de Jaiba
Los veracruzanos llaman chilpachole a un asopado preparado con chile de chilpaya, un fruto redondo originario del centro del estado, parecido al chile piquín. Hay chilpacholes de pollo, camarones, pulpo, almejas, cangrejos y de cualquier especie terrestre o marina que se tenga a mano. Los chiles, jitomates y otros ingredientes dan al caldo un color rojo subido y un sabor intenso, que van bien con la jaiba y el toque aromático se lo dan las hojas de acuyo.

#### Cazuela de Mariscos
La versión jarocha de la cazuela de mariscos cuenta con una mezcla de materias primas marinas como pescado, camarón, pulpo, jaiba, ostión, acamaya y caracol. El epazote es la hierba aromática que más resalta en el plato, y los tomates producen la coloración combinados con cebolla y ajo. Este plato se elabora en una cazuela de barro, la cual lleva un poco de chile, epazote y consomé de camarón para darle un mejor sabor todavía.

## Deportes
La cuatro veces heroica ciudad y puerto de Veracruz contó en su momento con el equipo de los Rojos del Águila de Veracruz en la Liga Mexicana de Béisbol, además de los Halcones Rojos Veracruz en la Liga Nacional de Baloncesto Profesional, así como los Rojos de Veracruz (sucursal del "Águila") en la Liga Invernal Veracruzana y el club Tiburones Rojos de Veracruz que participaba en la Primera División de México.
| Equipo                       | Deporte    | Fundación | Liga                                    | Escenario                                   |
| ---------------------------- | ---------- | --------- | --------------------------------------- | ------------------------------------------- |
| Rojos del Águila de Veracruz | Béisbol    | 1903      | Liga Mexicana de Béisbol                | Parque Deportivo Universitario "Beto Ávila" |
| Tiburones Rojos de Veracruz  | Fútbol     | 1943      | Liga BBVA Bancomer MX                   | Estadio Luis "Pirata" Fuente                |
| Halcones Rojos Veracruz      | Baloncesto | 2005      | Liga Nacional de Baloncesto Profesional | Auditorio "Benito Juárez"                   |
| Rojos de Veracruz            | Béisbol    | 2006      | Liga Invernal Veracruzana               | Parque Deportivo Universitario "Beto Ávila" |

Cabe señalar que la ciudad de Veracruz es de las pocas ciudades del país, cuyos equipos han conseguido campeonatos en todos los deportes profesionales, en las ligas de la máxima categoría; ya que la obtención de los títulos de los Halcones Rojos Veracruz en la Temporada 2011-2012, y el de la Temporada 2013-2014 de la LNBP, se unen a los 6 gallardetes que los Rojos del Águila de Veracruz han ganado en la Liga Mexicana de Béisbol, y a los 2 campeonatos de la Primera División Mexicana (ahora conocida como Liga MX) que los Tiburones Rojos de Veracruz conquistaron en las Temporada 1945-46 y 1949-50, así como dos trofeos de la Copa MX obtenidos en las campañas 1947-48 y Clausura 2016.
En la ciudad de Veracruz nacieron el beisbolista "Beto" Ávila, el primer jugador latinoamericano en ser campeón bateador en las Grandes Ligas de Béisbol, al cual en homenaje nombraron al Parque Deportivo Universitario "Beto Ávila"; y el futbolista Luis "Pirata" Fuente, el primer jugador mexicano en jugar en Europa, cuyo nombre se le puso al estadio de los "Tiburones Rojos" que es el Estadio Luis "Pirata" Fuente. Por otro lado, el escenario en donde jugaban los "Halcones Rojos" es el Auditorio "Benito Juárez".
En 2008, fue designada como sede de los XXII Juegos Centroamericanos y del Caribe del año 2014. Asimismo, en 2012 fue designada como la primera sede de la Serie latinoamericana de Béisbol, la Serie latinoamericana Veracruz 2013.
| Predecesor: Mayagüez | Ciudad Centroamericana y Caribeña 2014 | Sucesor: Barranquilla |

## Relaciones internacionales

### Consulados
La ciudad de Veracruz tiene Consulados de 17 países los cuales 12 son Honorarios, 4 son Generales y 1 es una Agencia Consular.
- Alemania (Consulado Honorario)[44]
- Bélgica (Consulado Honorario)[45]
- Cuba (Consulado General)[46]
- Dinamarca (Consulado Honorario)[47]
- El Salvador (Consulado General)[47]
- España (Consulado Honorario)[47]
- Finlandia (Consulado Honorario)[47]
- Honduras (Consulado General)[48]
- Italia (Consulado Honorario)[49]
- Noruega (Consulado Honorario)[50]
- Países Bajos (Consulado Honorario)[51]
- Panamá (Consulado General)[52]
- Portugal (Consulado Honorario)[53]
- Reino Unido (Consulado Honorario)[54]
- Rumania (Consulado Honorario)[55]
- Suecia (Consulado Honorario)[56]
- Suiza (Agencia Consular)[57]

### Ciudades hermanadas
La ciudad y puerto de Veracruz está hermanada con las siguientes ciudades:
| - Campeche, Campeche, México. - Xalapa, Veracruz, México. - Ensenada, Baja California, México. - Tijuana, Baja California, México. - Zapopan, Jalisco, México. - Honolulu, Hawái, Estados Unidos. - Miami-Dade, Florida, Estados Unidos. - San José, California, Estados Unidos. - Corpus Christi, Texas, Estados Unidos. - Mobile, Alabama, Estados Unidos. - Galveston, Texas, Estados Unidos. - Laredo, Texas, Estados Unidos. - Bratislava, Bratislava, Eslovaquia. |  | - Valencia, Valencia, España. - Almería, Almería, España. - Oviedo, Asturias, España. - Cádiz, Cádiz, España. - Órdenes, La Coruña, España - Sevilla, Andalucía, España. - Callao, Callao, Perú. - Valparaíso, Valparaíso, Chile. - La Habana, La Habana, Cuba. - Cartagena de Indias, Bolívar, Colombia. - Bristol, Inglaterra, Reino Unido. - Santos, São Paulo, Brasil. - Quetzaltenango, Quetzaltenango, Guatemala. |